# جو جوینر
جو جوینر (انگلیسی: Jo Joyner؛ زادهٔ ۲۴ مهٔ ۱۹۷۷) بازیگر اهل بریتانیا است. وی از سال ۱۹۹۹ میلادی تاکنون مشغول فعالیت بوده‌است.
از فیلم‌ها یا برنامه‌های تلویزیونی که وی در آن نقش داشته‌است، می‌توان به شکسپیر و هتوی: کارآگاه‌های خصوصی اشاره کرد.